# Biblioteca Nazionale Centrale di Firenze

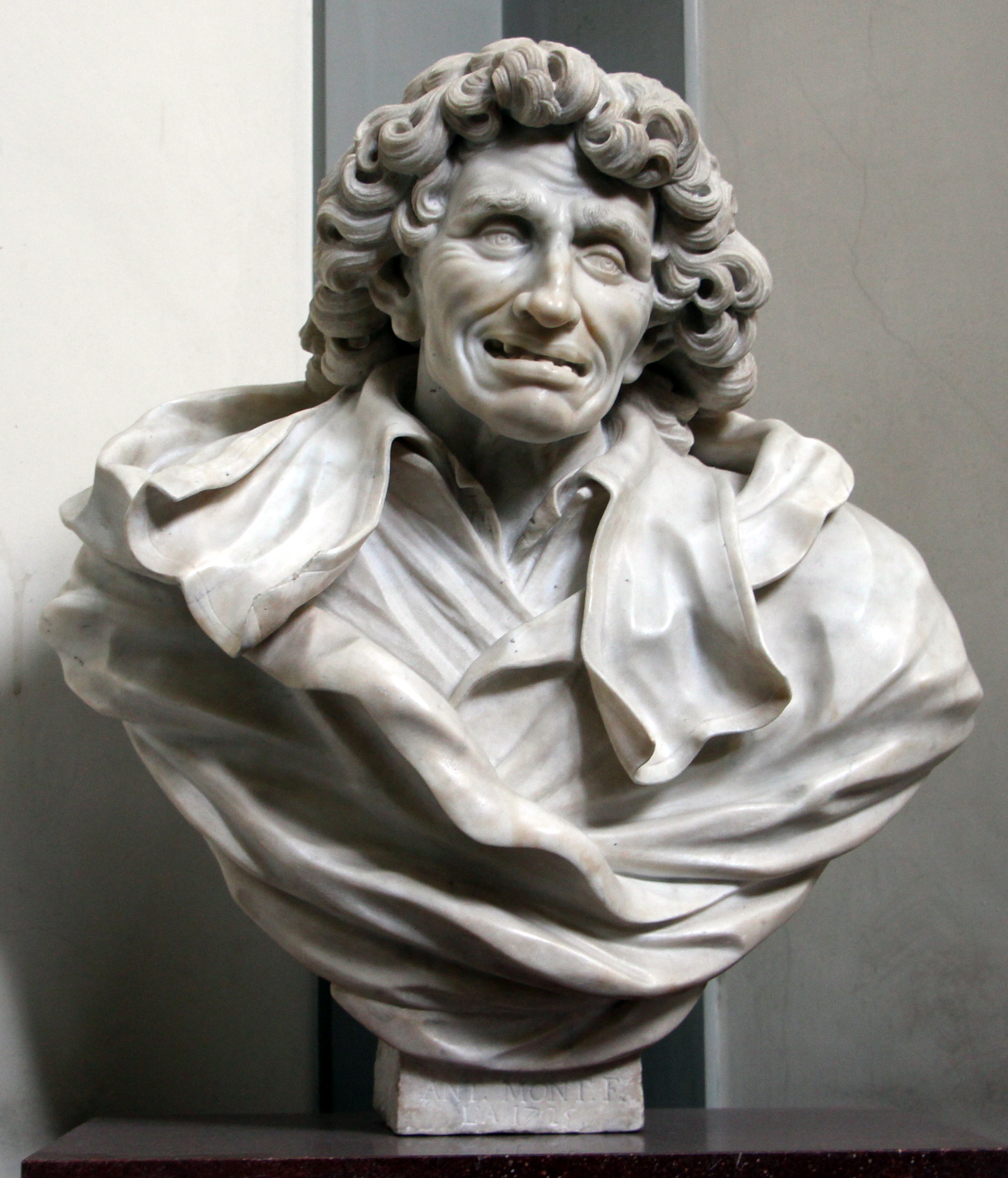
Büste Antonio Magliabechis

Die Biblioteca Nazionale Centrale di Firenze (BNCF) in Florenz ist neben der Biblioteca Nazionale Centrale di Roma (BNCR) in Rom eine der beiden zentralen italienischen Nationalbibliotheken. Beide Bibliotheken haben ein Pflichtexemplarrecht. Mit einem Bestand von rund neun Millionen Bänden ist die BNCF die größte Bibliothek Italiens.

## Geschichte
Die erste öffentliche Bibliothek der Welt wurde 1441 in Florenz gegründet (Medicea pubblica). Die Geschichte der BNCF geht auf den Bibliothekar Antonio Magliabechi zurück, der 1714 seine rund 30.000 Bände umfassende private Büchersammlung dem Großherzog Cosimo III. de’ Medici für die Einrichtung einer öffentlichen Bibliothek vermachte (a beneficio universale della città di Firenze). Diese Bibliothek erhielt ab 1737 ein auf die Stadt Florenz beschränktes Pflichtexemplarrecht, das 1743 auf das Großherzogtum Toskana ausgedehnt wurde. Als Biblioteca Magliabechiana wurde sie 1747 erstmals für die Allgemeinheit geöffnet. Die Bestände wurden im weiteren Verlauf insbesondere durch Schenkungen, Nachlässe und Klosterauflösungen ausgebaut.
Am 22. Dezember 1861 verfügte der damalige italienische Bildungsminister Francesco De Sanctis die Zusammenlegung der Biblioteca Magliabechiana (Uffizien) und der Biblioteca Palatina (Palazzo Pitti) zur Biblioteca Nazionale. Mit einem Dekret vom 25. November 1869 erhielt die Bibliothek ein italienweites Pflichtexemplarrecht.
Nachdem 1861 aus dem Königreich Sardinien-Piemont das Königreich Italien entstanden war, übernahm 1865 Florenz von Turin die Hauptstadtfunktion. Bereits 1870 konnte der restliche Kirchenstaat beseitigt und Rom zur Hauptstadt des Landes erklärt werden. Bei dieser Gelegenheit wurde die Nationalbibliothek in Florenz nicht nach Rom verlegt, sondern in Rom 1876 eine zweite Nationalbibliothek eröffnet. Diese beiden Bibliotheken führen seit 1885 die Bezeichnung „Zentrale Nationalbibliothek“ um sie gegenüber den weiteren, nachrangigen italienischen Nationalbibliotheken hervorzuheben.
Ab 1911 wurde nach den Plänen des Architekten Cesare Bazzani der heutige Bibliotheksbau an der Piazza dei Cavalleggeri am Arno errichtet und dann von Vincenzo Mazzei erweitert. Der Umzug der Bibliothek in das neue Gebäude erfolgte 1935. Das Gebäude und die Bestände der Bibliothek wurden von der Flutkatastrophe von 1966 sehr schwer in Mitleidenschaft gezogen.

## Aufgaben
Die BNCF erhielt mit der ersten Fassung der italienischen Bibliotheksordnung von 1869 die Aufgabe, sämtliches italienisches Schrifttum, d. h. alle italienisch geschriebene und alle Italien betreffende Literatur möglichst lückenlos zu sammeln und zu dokumentieren. Die Carta dei Servizi der BNCF vermerkt hinsichtlich der Funktionen der Nationalbibliothek: „Wir sammeln und bewahren eine Kopie jedes in Italien veröffentlichten Werkes auf, eine Kopie jeder italienischen Hochschulschrift, jeder elektronischen Veröffentlichung, die Werke, die die Kultur Italiens im Ausland und die internationale Kultur am besten dokumentieren.“
Ein königlicher Erlass von 1885 verpflichtete die BNCF eine diese Sammeltätigkeit dokumentierende Nationalbibliographie zu veröffentlichen, die unter dem Namen Bollettino delle pubblicazioni italiane ricevute per diritto di stampa von 1886 bis 1900 zweimonatlich, später monatlich, erschien. Im Jahre 1958 änderte das Bollettino seinen Namen in Bibliografia Nazionale Italiana (BNI), unter dem es auch heute noch erscheint, den gesamten Zeitraum seitdem umfassend, vierteljährlich aktualisiert auf CD-ROM. Die BNCF bearbeitet diese Nationalbibliographie, herausgegeben wird sie jedoch vom zentralen Institut für Katalogisierung in Italien (Istituto Centrale per il Catalogo Unico delle Biblioteche Italiane e per le Informazioni Bibliografiche – ICCU), das 1951 gegründet wurde, um die Entwicklung von Bibliotheksdienstleistungen im ganzen Land auf demselben Niveau sicherzustellen. Das ICCU spielt außerdem eine wichtige Rolle bei der Erfassung und Pflege der vielen Altbestände im Land.

## Bestände
Der Bestand der BNCF belief sich im November 2015 auf rund 11 Millionen Medieneinheiten, darunter 8.843.734 Bände, 417.754 Periodika, 4.089 Inkunabeln, 25.296 Handschriften, 29.123 Drucke des 16. Jahrhunderts und rund eine Million Autographen.
Innerhalb dieses Bestandes sind besonders folgende Sondersammlungen zu nennen: die Briefe Giacomo Leopardis (Luigi De Sinner, 1858); europäische und außereuropäische Literatur (Angelo De Gubernatis); Kirchenreform in Italien (Piero Guicciardini, 1877); zahlreiche Aldinen aus der Sammlung Nencini; Manuskripte von Ugo Foscolo (Diego Martelli); Savonaroliana, also Medien über Girolamo Savonarola (Lorenzo Capponi); Briefsammlungen der Verleger Giovan Pietro Vieusseux und Le Monnier; Nachlass Tommaseo; Geschichte und Literatur (Landau-Finlay, 1949, 25.000 Bde.) und die Galileo-Sammlung, u. a. seine autobiographischen Arbeiten und den Kodex Sidereus Nuncius aus dem Jahre 1610 enthaltend.

## Angebote

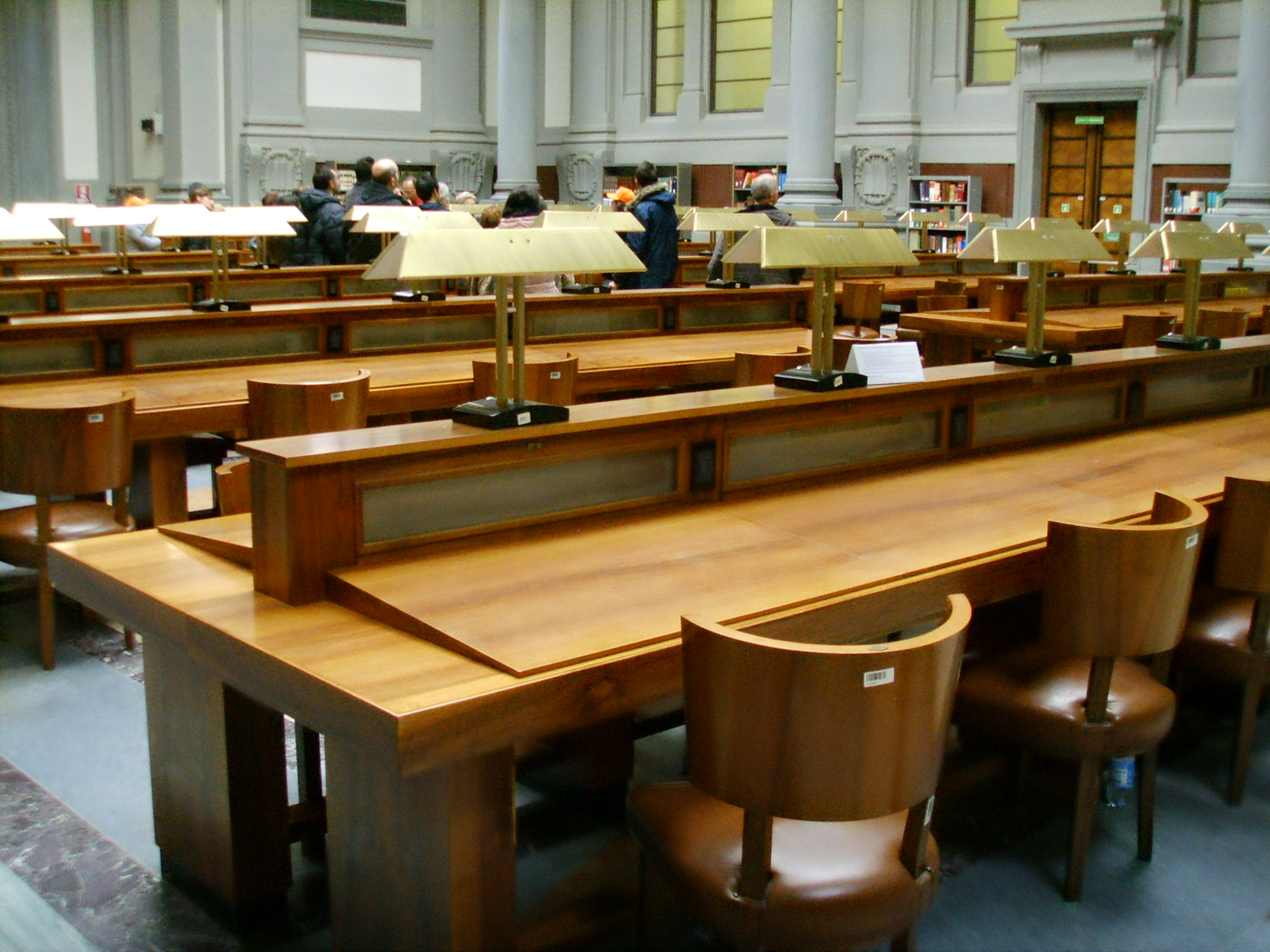
Der Lesesaal

Die BNCF ist eine für alle Personen ab 18 Jahren öffentlich zugängliche Bibliothek. Alle Dienstleistungen können in Anspruch genommen werden, allerdings benötigt man eine Genehmigung, um spezielle Abteilungen betreten zu dürfen (Sale di consultazione, Sala manoscritti und Sala musica).
Um den Bestand zu erfassen, gibt es sowohl alphabetische als auch systematische Gesamtkataloge (für Monographien und Periodika, nach Autor und Titel, nach Thema etc.) und Spezialkataloge (Kataloge der Bestände der ehemaligen Biblioteca Magliabechiana und Biblioteca Palatina, Kataloge der geographischen Karten, Hochschulschriften, Musikhandschriften etc.).
Es ist möglich, elektronisch auf diese Kataloge zuzugreifen. Auf CD-ROM ist die Bibliografia Nazionale Italiana (BNI) erhältlich, zusätzlich der Katalog der BNCF, der 700.000 Druckschriften aus dem Zeitraum 1958 bis heute enthält und elf Mal pro Jahr erscheint. Der OPAC der BNCF enthält über eine Million bibliographische Einträge (Stand: 2005). An den OPAC der BNCF sind außerdem angeschlossen: Biblioteca Marucelliana, Biblioteca Medicea Laurenziana, Biblioteca Riccardiana, Biblioteca dell’Archivio di Stato, Biblioteca della Fondazione di studi storici Filippo Turati.
Ein weiteres Online-Angebot der BNCF ist der Catalogo in linea dei manoscritti Galileiani, ein in Kooperation mit externen Institutionen entstandener Datensatz, der alle in der Bibliothek befindlichen Manuskripte von Galileo Galilei erfasst. Des Weiteren ist die BNCF Teil der italienischen digitalen Bibliothek (Biblioteca Digitale Italiana), ein Projekt, das dem ICCU untersteht.
Die von der BNCF angebotenen Kataloge folgen den Regeln nach DDC bzw. RICA und ISBD. Das zuerst verwendete Datenformat, das den Austausch der bibliographischen Daten ermöglichte, war ANNAMARC und wurde in Zusammenarbeit mit der Library of Congress 1975 eingeführt, um ein MARC-Programm zur Verfügung zu stellen, das an italienische Katalogisierungsregeln angepasst ist. ANNAMARC wurde 1987 durch das internationale Standardformat UNIMARC ersetzt, das, zusammen mit der Einführung der Titelaufnahmen nach RICA und ISBD, der vollständigen Notationen der 19. Ausgabe der Deweyschen Dezimalklassifikation und der Angabe der Kurztitel in den Registern die formale Entwicklung der Nationalbibliographie gefördert hat. Damit im Zusammenhang steht der Servizio Bibliotecario Nazionale (SBN), ein Projekt des ICCU mit Sitz in Florenz, der 1987 mit dem Katalogisierungssystem fusioniert hat und dessen wichtigste Ziele zum einen die Automatisierung der Bibliotheksdienste und zum anderen die Schaffung eines nationalen Verzeichnisses der Bestände der einzelnen Bibliotheken sind. Der SBN hat u. a. auch bei der Erarbeitung des OPAC der BNCF mitgewirkt.

## Abbildungen

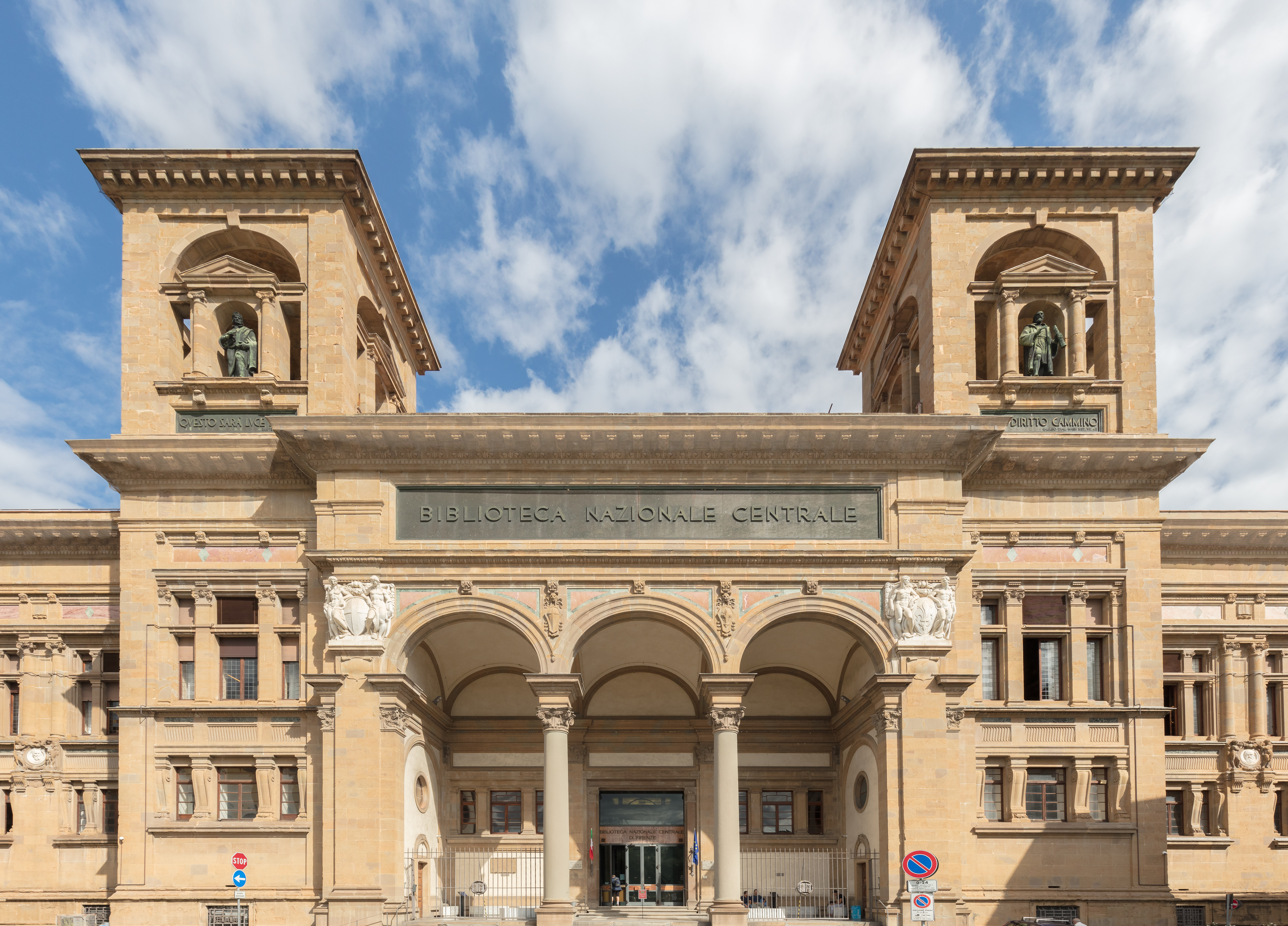
Fassade
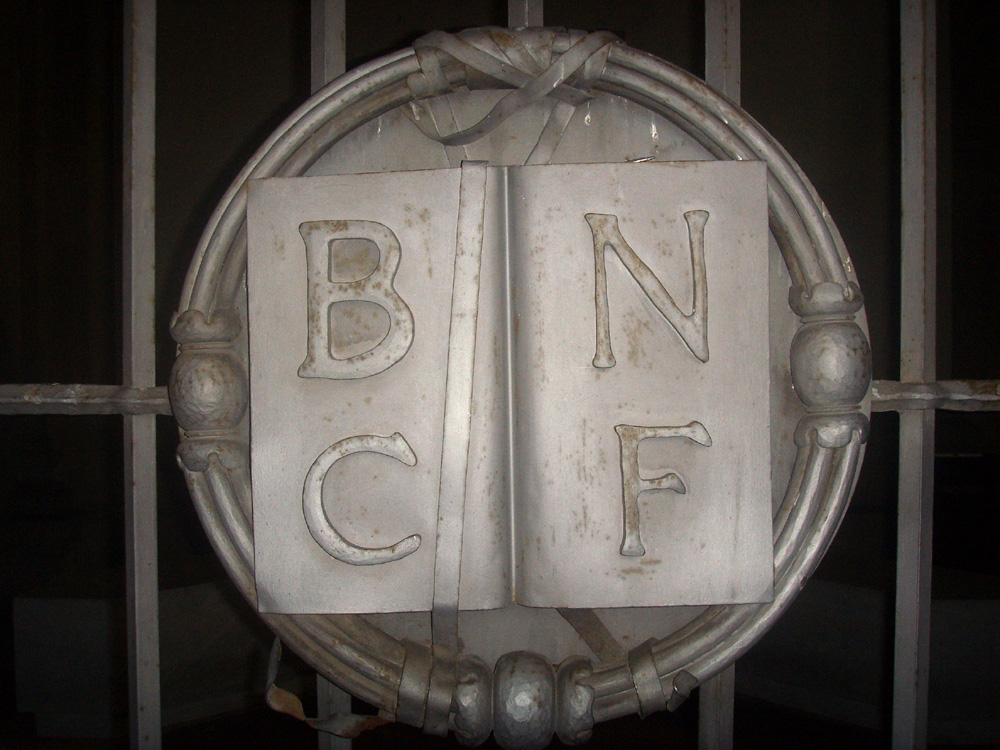
Sigel „BNCF“
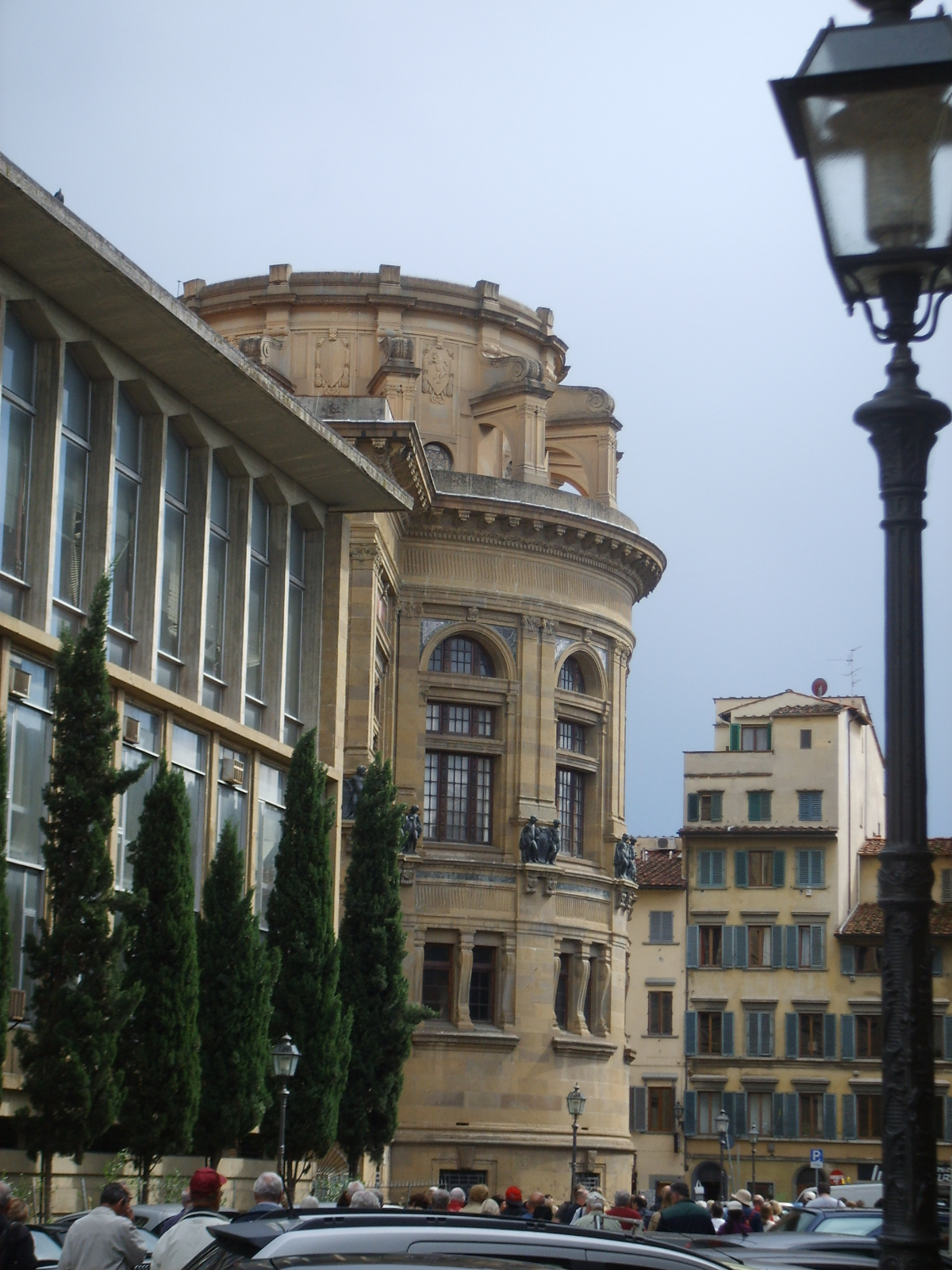
La Rotonda
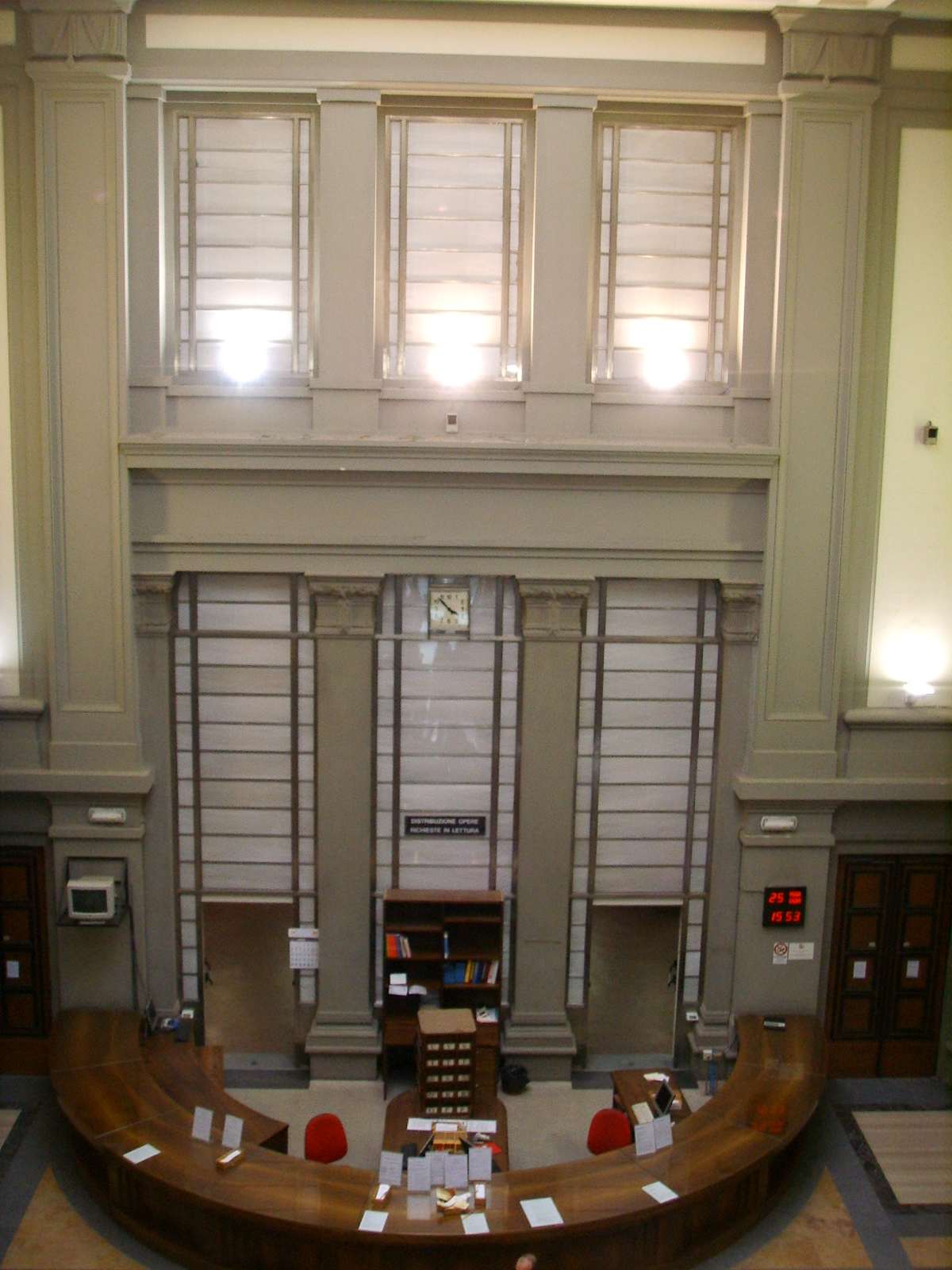
Ausleihe
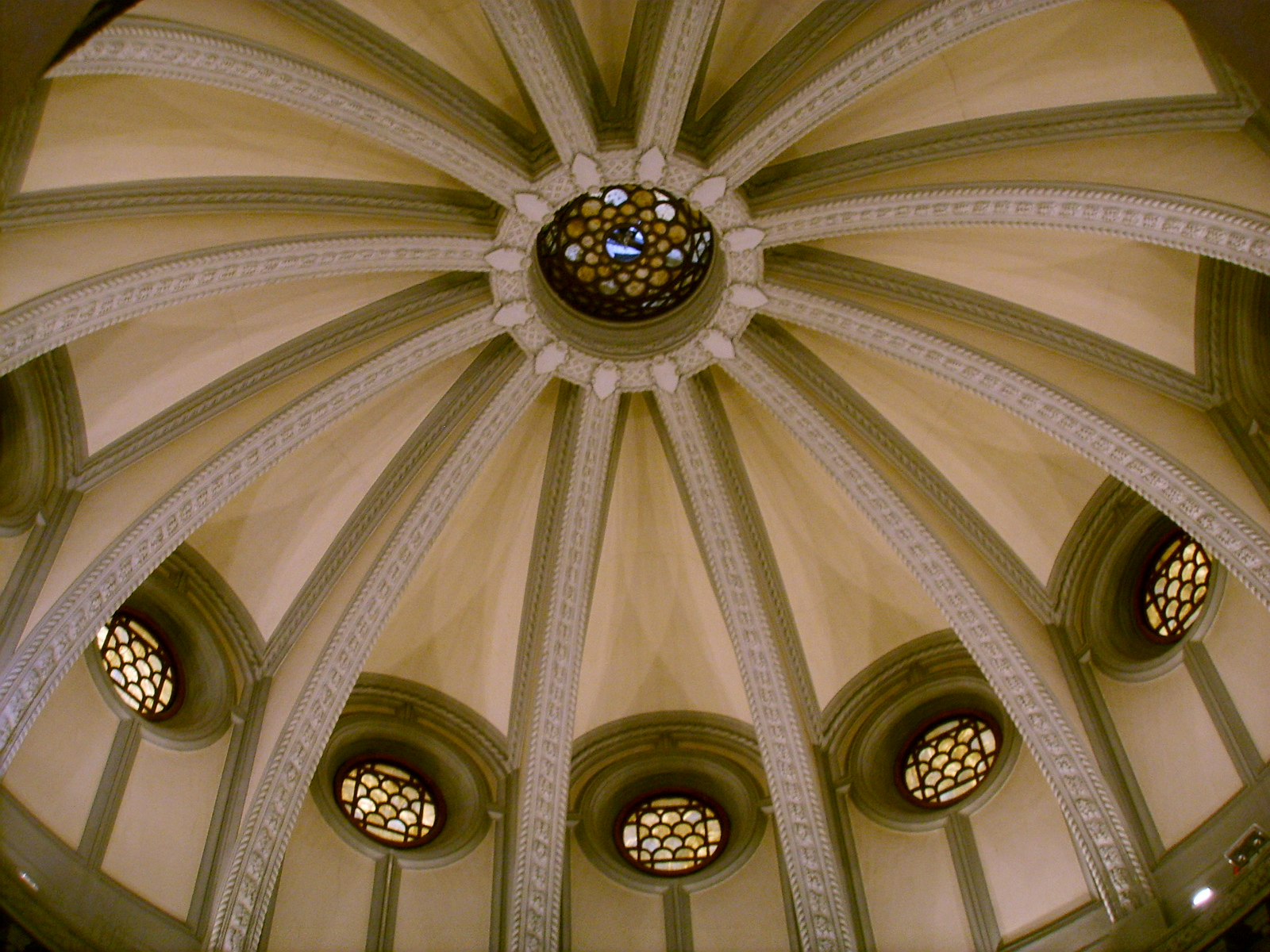
Kuppel